# Cantó de Severac del Castèl
El cantó de Severac del Castèl és un cantó francès del departament de l'Avairon, situat al districte de Millau. Té 5 municipis i el cap cantonal és Severac del Castèl.

## Municipis
- Busens
- La Panosa
- La Vèrnha
- Recolas e Previnquièiras
- Severac del Castèl

## Història
| Data d'elecció                           | Identitat        | Partit | Qualitat |
| ---------------------------------------- | ---------------- | ------ | -------- |
| 1988-1994                                | Edmond Gros      | PS     |          |
| 1994-2001                                | Bernard Seillier | MPF    |          |
| 2001-2004                                | Éric Hochard     | PRG    |          |
| 2004-2008                                | Bernard Seillier | MPF    |          |
| 2008-                                    | Catherine Laur   | PS     |          |
| les dades anteriors no són pas conegudes |                  |        |          |
|                                          |                  |        |          |

## Demografia
| 1962  | 1968  | 1975  | 1982  | 1990  | 1999  | 2006  |
| ----- | ----- | ----- | ----- | ----- | ----- | ----- |
| 4.236 | 4.519 | 4.429 | 4.259 | 4.019 | 4.009 | 4.017 |